# تفتیش عقاید گوا
تفتیش عقاید گوا (پرتغالی: Inquisição de Goa) توسعه تفتیش عقاید پرتغالی در هند پرتغال بود. هدف آن اجرای ارتدکس کاتولیک و وفاداری به مقر رسولی روم (Pontifex) بود.